# Пирея (ном)
Пирея е ном в Гърция, част от административна област Атика.
Има население от 541 504 жители (2001 г.) и обща площ от 1029 км². Административен център на нома е едноименният град Пирея.
Ном Пирея заема югозападната част на Атинската агломерация.